# قائمة قرارات مجلس الأمن التابع للأمم المتحدة لعام 1988
تتضمن قائمة قرارات مجلس الأمن التابع للأمم المتحدة لعام 1988 جميع القرارات الصادرة عن مجلس الأمن التابع للأمم المتحدة خلال العام 1988.

## القائمة
| رقم القرار | الرمز           | نص القرار                         | موضوع القرار                          |
| ---------- | --------------- | --------------------------------- | ------------------------------------- |
| 607        | S/RES/607(1988) | نص الوثيقة على موقع الأمم المتحدة | الحالة في الأراضي العربية المحتلة     |
| 608        | S/RES/608(1988) | نص الوثيقة على موقع الأمم المتحدة | الحالة في الأراضي العربية المحتلة     |
| 609        | S/RES/609(1988) | نص الوثيقة على موقع الأمم المتحدة | الحالة في لبنان                       |
| 610        | S/RES/610(1988) | نص الوثيقة على موقع الأمم المتحدة | الحالة في جنوب أفريقي                 |
| 611        | S/RES/611(1988) | نص الوثيقة على موقع الأمم المتحدة | الحالة بين إسرائيل وتونس              |
| 612        | S/RES/612(1988) | نص الوثيقة على موقع الأمم المتحدة | الحالة في جمهورية إيران الإسلامية     |
| 613        | S/RES/613(1988) | نص الوثيقة على موقع الأمم المتحدة | قوة الأمم المتحدة لمراقبة فض الاشتباك |
| 614        | S/RES/614(1988) | نص الوثيقة على موقع الأمم المتحدة | الحالة في قبرص                        |
| 615        | S/RES/615(1988) | نص الوثيقة على موقع الأمم المتحدة | الحالة في جنوب أفريقي                 |
| 616        | S/RES/616(1988) | نص الوثيقة على موقع الأمم المتحدة | الحالة في جمهورية إيران الإسلامية     |
| 617        | S/RES/617(1988) | نص الوثيقة على موقع الأمم المتحدة | الحالة في لبنان                       |
| 618        | S/RES/618(1988) | نص الوثيقة على موقع الأمم المتحدة | اختطاف الرهائن                        |
| 619        | S/RES/619(1988) | نص الوثيقة على موقع الأمم المتحدة | الحالة بين إيران والعراق              |
| 620        | S/RES/620(1988) | نص الوثيقة على موقع الأمم المتحدة | الحالة بين إيران والعراق              |
| 621        | S/RES/621(1988) | نص الوثيقة على موقع الأمم المتحدة | الحالة في الصحراء الغربية             |
| 622        | S/RES/622(1988) | نص الوثيقة على موقع الأمم المتحدة | الحالة في أفغانستان                   |
| 623        | S/RES/623(1988) | نص الوثيقة على موقع الأمم المتحدة | الحالة في جنوب أفريقي                 |
| 624        | S/RES/624(1988) | نص الوثيقة على موقع الأمم المتحدة | قوة الأمم المتحدة لمراقبة فض الاشتباك |
| 625        | S/RES/625(1988) | نص الوثيقة على موقع الأمم المتحدة | الحالة في قبرص                        |
| 626        | S/RES/626(1988) | نص الوثيقة على موقع الأمم المتحدة | الحالة في أنغول                       |

## المرجع
1. ↑  "قرارات مجلس الأمن". الأمم المتحدة. مؤرشف من الأصل في 2018-09-07. اطلع عليه بتاريخ 22 شباط / فبراير 2017. {{استشهاد ويب}}: تحقق من التاريخ في: |تاريخ الوصول= (مساعدة)